# سقف سندي

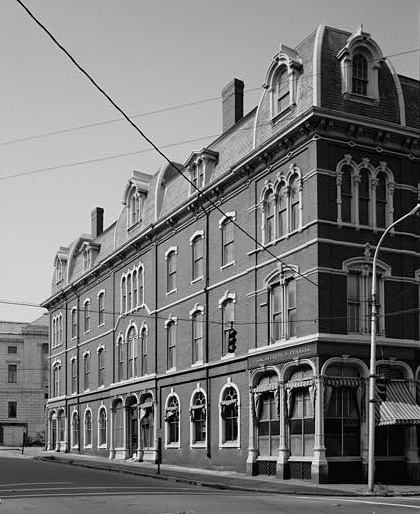
الغرف العلوية في قصر ودمان في بورتلاند (مين) ، الولايات المتحدة ، بني في عام 1867

الجملون  أو السقف السندي أو السطح السَّندي (بالإنجليزية: Mansard roof)‏ أو السَّقْف المُحَرَّد (بالإنجليزية: Curb roof)‏ ، في العمارة، هو سقف ذو جانبين طوليين منحدرين عُلوي وسُفلي، والسفلي أشدّ انحداراً. كان السقف السندي معروفاً في العصور الوسطى، واستعمل من جديد في القرن السابع عشر. أما الغرفة التي أسفل السقف فتُبنى عن طريق تصميم معين للسقف : عادي الانحدار في المنطقة العليا والوسطى، رأسي في الجزء الخارجي (منطقة المزراب).